# ADI1
ADI1 (англ. Acireductone dioxygenase 1) – білок, який кодується однойменним геном, розташованим у людей на короткому плечі 2-ї хромосоми.  Довжина поліпептидного ланцюга білка становить 179 амінокислот, а молекулярна маса — 21 498.
| 10         |  | 20         |  | 30         |  | 40         |  | 50         |
| ---------- |  | ---------- |  | ---------- |  | ---------- |  | ---------- |
| MVQAWYMDDA |  | PGDPRQPHRP |  | DPGRPVGLEQ |  | LRRLGVLYWK |  | LDADKYENDP |
| ELEKIRRERN |  | YSWMDIITIC |  | KDKLPNYEEK |  | IKMFYEEHLH |  | LDDEIRYILD |
| GSGYFDVRDK |  | EDQWIRIFME |  | KGDMVTLPAG |  | IYHRFTVDEK |  | NYTKAMRLFV |
| GEPVWTAYNR |  | PADHFEARGQ |  | YVKFLAQTA  |  |            |  |            |

A: Аланін

C: Цистеїн

D: Аспарагінова кислота

E: Глутамінова кислота

F: Фенілаланін

G: Гліцин

H: Гістидин

I: Ізолейцин

K: Лізин

L: Лейцин

M: Метіонін

N: Аспарагін

P: Пролін

Q: Глутамін

R: Аргінін

S: Серин

T: Треонін

V: Валін

W: Триптофан

Кодований геном білок за функцією належить до оксидоредуктаз. 
Задіяний у таких біологічних процесах як біосинтез амінокислот, біосинтез метіоніну, альтернативний сплайсинг. 
Білок має сайт для зв'язування з іонами металів, іоном заліза. 
Локалізований у клітинній мембрані, цитоплазмі, ядрі, мембрані.